# Iida Jumpei
Iida Jumpei (飯田 淳平 (Phạn Điền Thuần Bình) Iida Junpei, sinh ngày 14 tháng 8 năm 1981 tại Odawara, Kanagawa) là một trọng tài bóng đá người Nhật Bản. Ông đã cầm còi trong nhiều giải đấu quốc tế, bao gồm Cúp bóng đá Đông Á và Cúp AFC. Ông cũng thường xuyên bắt chính các trận đấu tại J. League. Năm 2012, ông từng làm nhiệm vụ tại FA Cup và Professional Development League ở Anh.
Ông đã lập kỷ lục thế giới về chiếc thẻ đỏ nhanh nhất trong một trận bóng chuyên nghiệp vào ngày 15 tháng 4 năm 2009, khi ông truất quyền thi đấu của trung vệ đội Tokyo Verdy Tomo Sugawara chỉ 9 giây sau khi bắt đầu trận cầu giữa Tokyo Verdy và Sagan Tosu.
Iida cũng cầm còi trong trận giao hữu trước mùa giải giữa Melbourne Victory và Liverpool tại sân vận động Melbourne Cricket Ground năm 2013 trước sự chứng kiến của hơn 95.000 khán giả.
Ông từng làm nhiệm vụ trong nhiều trận đấu có các đội tuyển của Việt Nam thi đấu, ví dụ như trận thắng 1-0 của đội tuyển bóng đá Việt Nam trước UAE ở vòng loại thứ 2 World Cup 2022 khu vực châu Á diễn ra hôm 14/11/2019 hoặc trận chung kết lượt về AFF Cup 2022 giữa Thái Lan và Việt Nam ngày 16/01/2023. Ông Iida cũng từng bắt chính một số trận đấu quan trọng tại V-League.